# Israele all'Eurovision Song Contest
Israele ha debuttato all'Eurovision Song Contest nel 1973 partecipandovi 45 volte. Ha vinto la competizione quattro volte: nel 1978 con il brano A-Ba-Ni-Bi di Izhar Cohen & Alphabeta, nel 1979 con Hallelujah di Gali Atari & Milk & Honey, nel 1998 con Diva di Dana International e nel 2018 con Toy di Netta.
La nazione ha mancato la finale in otto occasioni (1996, 2004, 2007, 2011, 2012, 2013, 2014 e 2022) e ha utilizzato diversi metodi per la selezione dei propri rappresentanti.

## Storia
L'emittente televisiva israeliana Israel Broadcasting Authority (IBA) fu ammessa come membro effettivo dell'Unione europea di radiodiffusione (UER) nel 1957, nonostante il parere contrario di Egitto e Siria, che abbandonarono l'UER poco dopo.

### Anni 1970: il debutto e le prime partecipazioni
L'emittente scelse di partecipare per la prima volta all'Eurovision Song Contest nel 1973 a Lussemburgo, nell'omonimo granducato, diventando così il primo Stato non-europeo a prendere parte alla competizione. Per l'occasione fu aumentata considerevolmente la sicurezza, in particolare per la delegazione israeliana. L'emittente selezionò internamente la cantante Ilanit con il brano Ey sham (in ebraico אי שם‎?), che raggiunse un discreto 4º posto con 97 punti.
Per le successive quattro partecipazioni si continuò a selezionare internamente brano e interprete, prediligendo la lingua ebraica nelle composizioni presentate. In seguito alle polemiche scoppiate con la selezione di Ilanit per l'Eurovision Song Contest 1977, a partire dall'anno successivo l'emittente decise di organizzare un proprio concorso musicale per la selezione dei rappresentanti. La scelta si rivelò vincente con la doppia vittoria nel 1978 e nel 1979, rispettivamente di A-Ba-Ni-Bi di Izhar Cohen & Alphabeta e di Hallelujah di Gali Atari & Milk & Honey. Organizzare l'evento nel 1979 a Gerusalemme portò al ritiro della Turchia sotto la pressione di diversi paesi arabi.

### Anni 1980 e 1990
Pur avendo selezionato brano e interprete, il paese scelse di ritirarsi e di non organizzare la manifestazione nel 1980 poiché la serata della finale sarebbe coincisa con il giorno dello Yom HaZikaron; per la stessa ragione la nazione si ritirò anche nel 1984. Gli anni '80 videro il debutto di Kdam Eurovision, che selezionò la maggior parte dei rappresentanti di quegli anni (dal 1981 al 1983, dal 1985 al 1989), facendo rimanere il paese nella top 10 dell'evento (fatta eccezione per il 19º posto nel 1986 e il 12º nel 1989).
Per il 1990 l'emittente scelse di tornare alla selezione interna, tuttavia la ballata Shara barkhovot di Rita Yahan-Farouz non ottenne un buon risultato, classificandosi al 18º posto con 16 punti. Si ritornò quindi a Kdam Eurovision, ottenendo già nel 1991 il 3º posto. La nazione non partecipò nel 1994, a causa del sistema delle retrocessioni in base ai punteggi ottenuti, nel 1996, non riuscendo a qualificarsi dalla preselezione audio di quell'anno, e nel 1997, poiché la finale sarebbe ricaduta nella giornata dello Yom HaShoah. Il ritorno nel 1998 fu particolarmente fruttuoso per il paese, che con la cantante transessuale Dana International e la sua iconica Diva collezionò la terza vittoria israeliana al concorso.
L'edizione del 1999 fu ospitata nuovamente da Gerusalemme, anche se furono nuovamente aumentate le misure di sicurezza e per la prima volta gli interpreti si esibirono senza l'orchestra dal vivo.

## Partecipazioni
- Primo posto
- Secondo posto
- Terzo posto
- Ultimo posto

| Anno                            | Artista                         | Brano                           | Lingua                          | Posizione                       | Posizione                       | Posizione                | Posizione                |
| Anno                            | Artista                         | Brano                           | Lingua                          | Finale                          | Punti                           | Semi                     | Punti                    |
| ------------------------------- | ------------------------------- | ------------------------------- | ------------------------------- | ------------------------------- | ------------------------------- | ------------------------ | ------------------------ |
| 1973                            | Ilanit                          | Ey sham                         | Ebraico                         | 4º                              | 97                              | Niente semifinali        | Niente semifinali        |
| 1974                            | Poogy                           | Natati la khayay                | Ebraico                         | 7º                              | 11                              | Niente semifinali        | Niente semifinali        |
| 1975                            | Shlomo Artzi                    | At va'ani                       | Ebraico                         | 11º                             | 40                              | Niente semifinali        | Niente semifinali        |
| 1976                            | Shokolad Menta Mastik           | Emor shalom                     | Ebraico                         | 6º                              | 77                              | Niente semifinali        | Niente semifinali        |
| 1977                            | Ilanit                          | Ahava hi shir lishnayim         | Ebraico                         | 11º                             | 49                              | Niente semifinali        | Niente semifinali        |
| 1978                            | Izhar Cohen & Alphabeta         | A-Ba-Ni-Bi                      | Ebraico                         | 1º                              | 157                             | Niente semifinali        | Niente semifinali        |
| 1979                            | Gali Atari & Milk & Honey       | Hallelujah                      | Ebraico                         | 1º                              | 125                             | Niente semifinali        | Niente semifinali        |
| 1980                            | The Brothers & the Sisters      | Pizmon Chozer                   | Ebraico                         | Ritirato                        | Ritirato                        | Niente semifinali        | Niente semifinali        |
| 1981                            | Hakol Over Habibi               | Halayla                         | Ebraico                         | 7º                              | 56                              | Niente semifinali        | Niente semifinali        |
| 1982                            | Avi Toledano                    | Hora                            | Ebraico                         | 2º                              | 100                             | Niente semifinali        | Niente semifinali        |
| 1983                            | Ofra Haza                       | Hai                             | Ebraico                         | 2º                              | 136                             | Niente semifinali        | Niente semifinali        |
| 1984                            | Ilanit                          | Balalaika                       | Ebraico                         | Ritirato                        | Ritirato                        | Niente semifinali        | Niente semifinali        |
| 1985                            | Izhar Cohen                     | Olé, olé                        | Ebraico                         | 5º                              | 93                              | Niente semifinali        | Niente semifinali        |
| 1986                            | Moti Giladi & Sarai Tzuriel     | Yavo yom                        | Ebraico                         | 19º                             | 7                               | Niente semifinali        | Niente semifinali        |
| 1987                            | Lazy Bums                       | Shir habatlanim                 | Ebraico                         | 8º                              | 73                              | Niente semifinali        | Niente semifinali        |
| 1988                            | Yardena Arazi                   | Ben adam                        | Ebraico                         | 7º                              | 85                              | Niente semifinali        | Niente semifinali        |
| 1989                            | Gili & Galit                    | Derekh hamelekh                 | Ebraico                         | 12º                             | 50                              | Niente semifinali        | Niente semifinali        |
| 1990                            | Rita                            | Shara barkhovot                 | Ebraico                         | 18º                             | 16                              | Niente semifinali        | Niente semifinali        |
| 1991                            | Duo Datz                        | Kan                             | Ebraico                         | 3º                              | 139                             | Niente semifinali        | Niente semifinali        |
| 1992                            | Dafna                           | Ze rak sport                    | Ebraico                         | 6º                              | 85                              | Niente semifinali        | Niente semifinali        |
| 1993                            | Lahakat Shiru                   | Shiru                           | Ebraico, inglese                | 24º                             | 4                               | Niente semifinali        | Niente semifinali        |
| Nessuna partecipazione nel 1994 |                                 |                                 |                                 |                                 |                                 | Niente semifinali        | Niente semifinali        |
| 1995                            | Liora                           | Amen                            | Ebraico                         | 8º                              | 81                              | Niente semifinali        | Niente semifinali        |
| 1996                            | Galit Bell                      | Shalom olam                     | Ebraico                         | Non qualificato                 | Non qualificato                 | 28º                      | 12                       |
| Nessuna partecipazione nel 1997 | Nessuna partecipazione nel 1997 | Nessuna partecipazione nel 1997 | Nessuna partecipazione nel 1997 | Nessuna partecipazione nel 1997 | Nessuna partecipazione nel 1997 | Niente semifinali        | Niente semifinali        |
| 1998                            | Dana International              | Diva                            | Ebraico                         | 1º                              | 172                             | Niente semifinali        | Niente semifinali        |
| 1999                            | Eden                            | Yom huledet                     | Ebraico, inglese                | 5º                              | 93                              | Niente semifinali        | Niente semifinali        |
| 2000                            | PingPong                        | Same'ach                        | Ebraico                         | 22º                             | 7                               | Niente semifinali        | Niente semifinali        |
| 2001                            | Tal Sondak                      | En davar                        | Ebraico                         | 16º                             | 25                              | Niente semifinali        | Niente semifinali        |
| 2002                            | Sarit Hadad                     | Light a Candle                  | Ebraico, inglese                | 12º                             | 37                              | Niente semifinali        | Niente semifinali        |
| 2003                            | Lior Narkis                     | Words for Love                  | Ebraico, inglese                | 19º                             | 17                              | Niente semifinali        | Niente semifinali        |
| 2004                            | David D'Or                      | Leha'amin                       | Ebraico, inglese                | Non qualificato                 | Non qualificato                 | 11º                      | 57                       |
| 2005                            | Shiri Maimon                    | Hasheket shenish'ar             | Ebraico, inglese                | 4º                              | 154                             | 7º                       | 158                      |
| 2006                            | Eddie Butler                    | Together We Are One             | Inglese, ebraico                | 23º                             | 4                               | Top 11 l'anno precedente | Top 11 l'anno precedente |
| 2007                            | Teapacks                        | Push the Button                 | Inglese, francese, ebraico      | Non qualificato                 | Non qualificato                 | 24º                      | 17                       |
| 2008                            | Boaz Mauda                      | The Fire in Your Eyes           | Ebraico, inglese                | 9º                              | 124                             | 5º                       | 104                      |
| 2009                            | Noa & Mira Awad                 | There Must Be Another Way       | Inglese, ebraico, arabo         | 16º                             | 53                              | 7º                       | 75                       |
| 2010                            | Harel Skaat                     | Milim                           | Ebraico                         | 14º                             | 71                              | 8º                       | 71                       |
| 2011                            | Dana International              | Ding Dong                       | Ebraico, inglese                | Non qualificato                 | Non qualificato                 | 15º                      | 38                       |
| 2012                            | Izabo                           | Time                            | Inglese, ebraico                | Non qualificato                 | Non qualificato                 | 13º                      | 33                       |
| 2013                            | Moran Mazor                     | Rak bishvilo                    | Ebraico                         | Non qualificato                 | Non qualificato                 | 14º                      | 40                       |
| 2014                            | Mei Finegold                    | Same Heart                      | Inglese, ebraico                | Non qualificato                 | Non qualificato                 | 14º                      | 19                       |
| 2015                            | Nadav Guedj                     | Golden Boy                      | Inglese                         | 9º                              | 97                              | 3º                       | 151                      |
| 2016                            | Hovi Star                       | Made of Stars                   | Inglese                         | 14º                             | 135                             | 7º                       | 147                      |
| 2017                            | Imri Ziv                        | I Feel Alive                    | Inglese                         | 23º                             | 39                              | 3º                       | 207                      |
| 2018                            | Netta                           | Toy                             | Inglese, ebraico                | 1º                              | 529                             | 1º                       | 283                      |
| 2019                            | Kobi Marimi                     | Home                            | Inglese                         | 23º                             | 35                              | Paese ospitante          | Paese ospitante          |
| 2020                            | Eden Alene                      | Feker libi                      | Inglese, amarico                | Edizione cancellata             | Edizione cancellata             | Edizione cancellata      | Edizione cancellata      |
| 2021                            | Eden Alene                      | Set Me Free                     | Inglese, ebraico                | 17º                             | 93                              | 5º                       | 192                      |
| 2022                            | Michael Ben David               | I.M                             | Inglese                         | Non qualificato                 | Non qualificato                 | 13º                      | 61                       |
| 2023                            | Noa Kirel                       | Unicorn                         | Inglese, ebraico                | 3º                              | 362                             | 3º                       | 115                      |
| 2024                            | Eden Golan                      | Hurricane                       | Inglese, ebraico                | 5º                              | 375                             | 1º                       | 194                      |
| 2025                            | Yuval Raphael                   | New Day Will Rise               | Inglese, francese               | 2º                              | 357                             | 1º                       | 203                      |

Note
1. ↑  Nel 1980 Israele si è ritirato dalla competizione poiché la serata sarebbe caduta nella giornata designata per lo Yom HaZikaron.
2. ↑  Anche nel 1984 Israele si è ritirato dalla competizione poiché la serata sarebbe caduta nella giornata designata per lo Yom HaZikaron.
3. ↑  Nel 1996, visto l'alto numero di partecipanti, è stata organizzata una preselezione che ha promosso solo 22 paesi. Israele è stato tra i paesi che non si sono qualificati; questa non viene considerata tra le partecipazioni del paese all'Eurovision Song Contest.
4. ↑  Nel 1997 Israele si è ritirato dalla competizione poiché la serata sarebbe caduta nella giornata designata per lo Yom HaShoah.
5. ↑  Dal 2004 al 2007 le nazioni della top ten della finale (esclusi i Big Four) accedevano di diritto alla finale dell'edizione successiva.
6. ↑  Il brano Toy contiene frasi in giapponese.
7. ↑  Il brano Feker libi contiene frasi in ebraico e arabo.
8. ↑  L'Eurovision Song Contest 2020 è stato cancellato a causa della pandemia di COVID-19.
9. ↑  Il brano New Day Will Rise contiene frasi in ebraico.

## Statistiche di voto
Fino al 2025, le statistiche di voto dell'Israele sono:
| # | Stato       | Punti |
| - | ----------- | ----- |
| 1 | Svezia      | 206   |
| 2 | Ucraina     | 183   |
| 2 | Francia     | 183   |
| 4 | Regno Unito | 175   |
| 5 | Russia      | 151   |

| # | Stato       | Punti |
| - | ----------- | ----- |
| 1 | Francia     | 271   |
| 2 | Finlandia   | 184   |
| 3 | Paesi Bassi | 179   |
| 4 | Germania    | 176   |
| 5 | Svizzera    | 173   |

| # | Stato   | Punti |
| - | ------- | ----- |
| 1 | Svezia  | 281   |
| 2 | Ucraina | 240   |
| 3 | Russia  | 205   |
| 4 | Romania | 188   |
| 5 | Francia | 183   |

| # | Stato       | Punti |
| - | ----------- | ----- |
| 1 | Francia     | 350   |
| 2 | Paesi Bassi | 256   |
| 3 | Germania    | 251   |
| 4 | Finlandia   | 246   |
| 5 | Svizzera    | 239   |

## Altri premi ricevuti

### Marcel Bezençon Award
I Marcel Bezençon Awards sono stati assegnati per la prima volta durante l'Eurovision Song Contest 2002 a Tallinn, in Estonia, in onore delle migliori canzoni in competizione nella finale. Fondato da Christer Björkman (rappresentante della Svezia nell'Eurovision Song Contest del 1992 e capo della delegazione per la Svezia fino al 2021) e Richard Herrey (membro del gruppo Herreys e vincitore dalla Svezia nell'Eurovision Song Contest 1984), i premi prendono il nome del creatore del concorso, Marcel Bezençon.
I premi sono suddivisi in 3 categorie:
- Press Award: Per la miglior voce che viene votata dalla stampa durante l'evento.
- Artistic Award: Per il miglior artista, votato fino al 2009 dai vincitori delle scorse edizioni. A partire dal 2010 viene votato dai commentatori.
- Composer Award: Per la miglior composizione musicale che viene votata da una giuria di compositori.

| Anno | Categoria      | Artista     | Canzone | Compositore              |
| ---- | -------------- | ----------- | ------- | ------------------------ |
| 2010 | Press Award    | Harel Skaat | Milim   | Tomer Hadadi, Noam Horev |
| 2010 | Artistic Award | Harel Skaat | Milim   | Tomer Hadadi, Noam Horev |
| 2010 | Composer Award | Harel Skaat | Milim   | Tomer Hadadi, Noam Horev |

### OGAE Eurovision Song Contest Poll
L'OGAE Eurovision Song Contest Poll è la classifica fatta dai gruppi dell'OGAE, organizzazione internazionale che consiste in un network di oltre 40 fan club del Contest di vari Paesi europei e non. Come ogni anno, i membri dell'OGAE hanno l'opportunità di votare per la loro canzone preferita prima della gara e i risultati sono stati pubblicati sul sito web dell'organizzazione.
| Anno | Categoria | Artista | Canzone | Compositore               |
| ---- | --------- | ------- | ------- | ------------------------- |
| 2018 | OGAE 2018 | Netta   | Toy     | Doron Medalie, Stav Beger |

## Città ospitanti
| Anno | Città       | Luogo                           | Presentatori                                  |
| ---- | ----------- | ------------------------------- | --------------------------------------------- |
| 1979 | Gerusalemme | International Convention Center | Daniel Pe'er e Yardena Arazi                  |
| 1999 | Gerusalemme | Israeli Conference Center       | Dafna Dekel, Sigal Shachamon e Yigal Ravid    |
| 2019 | Tel Aviv    | Expo Tel Aviv                   | Bar Refaeli, Erez Tal, Assi Azar e Lucy Ayoub |